# Estadio Ramón Castilla
El Estadio Ramón Castilla es un recinto deportivo construido por la municipalidad de Chota en los años 90, pero de propiedad del Colegio Nacional San Juan, ubicado en la avenida Todos los Santos en la ciudad de Chota, en el departamento de Cajamarca, (Perú).
Es donde mayormente el Club Deportivo Las Palmas juega de local en la Copa Perú, pero también hacen de local otros equipos de la zona como el equipo de La UNACH, del Colegio San Juan, Escuela Normal, Municipal de Chota, CDCH, Amallita FC, ADT de Tugusa, etc.
Cuenta con una capacidad de 9 000 espectadores divididos en 3 tribunas; 8 500 en oriente (tribuna principal), 350 en suroccidente y 150 en noroccidente, lo que lo convierte en uno de los más grandes de la región; cuenta con 5 accesos siendo solo 3 de estos habilitados cuando hay encuentros deportivos. El tipo de grass es natural y cuenta con una pista atlética de 6 carriles. Entre otras caracterísitcas cuenta con malla olímpica, cabinas de transmisión para radio y TV, camerinos y luminarias. En el futuro la expansión del estadio constituirá un reto debido a que en el exterior de norte y sur existen calles y viviendas que dificultarán la construcción de más graderías. 
El partido con mayor cantidad de asistentes se registró en el año 2017 cuando el Club Deportivo Las Palmas  enfrentó a Asociación Deportiva Agropecuaria por un cupo a la etapa nacional, asistiendo cerca de 12 000 espectadores. Recordar que en dicha ocasión el estadio lucía un lleno total y muchos asistentes se ubicaron alrededor del campo de juego ya que no contaba con malla olímpica.